# Sousse Riadh

La delegació o mutamadiyya de Sousse Riadh (àrab: معتمدية سوسة الرياض, muʿtamadiyyat Sūsa ar-Riyāḍ) és una delegació de Tunísia a la governació de Sussa, formada pels barris de la part sud-oest de la ciutat de Sussa. En aquests barris hi ha nombrosos petits tallers i comerços i també alguns edificis públics. La població de la delegació és de 54.540 habitants segons el cens del 2004.

## Administració
Com a delegació o mutamadiyya, duu el codi geogràfic 31 52 (ISO 3166-2:TN-12) i està dividida en tres sectors o imades:
- Ezzouhour (31 52 54)
- Cité Er-Riadh (31 52 55)
- El Ahd El Jadid (31 52 56)

A nivell de municipalitats o baladiyyes, forma part de la municipalitat de Sussa (codi geogràfic 31 11).

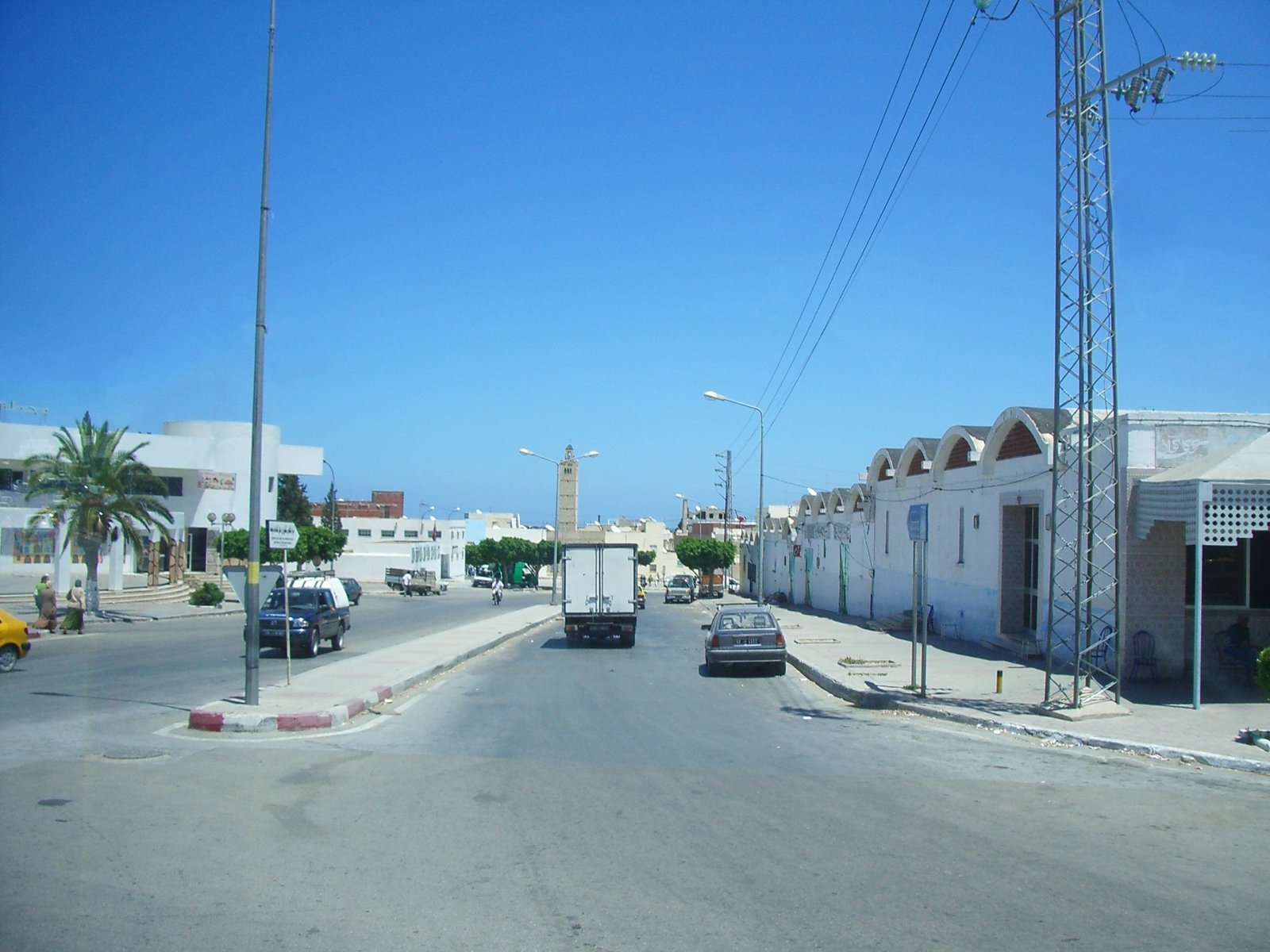
Sousse Riadh